# 최기덕
최기덕(崔璂德, 1930년 9월 12일 ~2016년 11월 15일 )은 대한민국의 군인 출신 정치가, 기업가 겸 사회운동가이자 저술가 겸 대학 교수이며 예비역 대한민국 해병대 중장이다.

## 주요 이력

### 출생과 어린 시절
1930년 9월 12일 경상북도 대구에서 출생하였으며 지난날 한때 경상북도 경주군 경주읍에서 잠시 유아기를 보낸 적이 있고 그 후 경기도 시흥군 안양읍에서 잠시 유년기를 보낸 적이 있으며 1936년 이후 경북 대구 지방에 귀향하여 그 후 경상북도 대구 향리에서 줄곧 성장.

### 주요 경력
- 1952 : 해병 소위 임관(1952년 3월)
- 1953 : 해병 304정 승조(1953년 2월)
- 1953 : 해병 504정 승조(1953년 5월)
- 1956 : 해병 제1여단 3연대 1대대 3중대장(1956년 8월)
- 1964 : 해병 제1여단 3연대 2대대장(1964년 8월)
- 1972 : 해병 제1사단 3연대장(1972년 2월)
- 1973 : 해병 제1사단 3연대장 재직 시절 해병 준장 진급(1973년 2월)
- 1973 : 해병 제2여단장(1973년 5월)
- 1973 : 해병 제2사단 참모장(1973년 8월)
- 1973 : 해병 제3여단장(1973년 9월)
- 1974 : 해병 제6해역사령관 직위 보임과 함께 해병 소장 진급(1974년 3월)
- 1974 : 해병 제주도지역사령관(1974년 5월)
- 1978 : 해군 해병교육연합사단장(1978년 5월)
- 1978 : 국방대학교 부총장(1978년 8월)
- 1978 : 합동참모본부 해병종합참모기술학부 부장(1978년 9월)
- 1978 : 해군대학교 총장(1978년 11월)
- 1979 : 해병 제1사단장(1979년 2월)
- 1980 : 조문환 국방부 차관 예하 해병보좌관(1980년 6월)
- 1980 : 박찬긍 국방부 차관 예하 해병보좌관(1980년 9월)
- 1981 : 국방부 차관 예하 해병보좌관 재직 시절 해병 중장 진급(1981년 2월)
- 1981 : 해병 중장 진급 1개월만에 국방부 차관 예하 해병보좌관 직책에서 해군 제2참모차장(제14대 해병대사령관)으로 보직 전임(1981년 3월 16일)
- 1982 : 해병 중장 예편(1982년 12월 28일)
- 인하대학교 초빙교수
- 신민주공화당 당무위원 겸 외교안보행정특보위원
- 자유민주연합 당무위원 겸 외교안보행정특임고문
- 신한국당 상임고문

### 학력
- 1952 : 해군사관학교 해병반 6기
- 1957 : 미국 버지니아 종합군사학원 수료
- 1963 : 미국 미주리 종합군사학원 초급해병참모반 수료
- 1968 : 대한민국 국방대학교 행정학사 13기
- 1972 : 미국 해군대학원 행정학 석사
- 1975 : 대한민국 국방대학원 행정학 석사 수료
- 1987 : 한양대학교 대학원 행정학 석사 수료

## 상훈
- 1966 : 대통령표창
- 1968 : 화랑무공훈장
- 1968 : 인헌무공훈장
- 1968 : 월남 근무공로훈장
- 1970 : 국방부장관표창
- 1971 : 보국훈장 삼일장
- 1974 : 보국훈장 천수장
- 1980 : 화랑무공훈장
- 1980 : 대통령 부대표창
- 1981 : 보국훈장 국선장
- 1981 : 미 근무공로훈장